# Franchise postale
Pour les articles homonymes, voir Franchise.
La franchise postale est une disposition par laquelle la distribution de certains courriers n'est pas soumise à l'affranchissement, ou en d'autres termes, elle est gratuite.

## Exemples de franchises postales

### France
- la franchise militaire, applicable au courrier des soldats en campagne ;
- les correspondances adressées au Père Noël ;
- les correspondances pour dépôt légal[1] ;
- les correspondances dans le cadre des procurations électorales[2] ;
- les correspondances émises par le président ou le secrétaire du Conseil constitutionnel[3] ;
- les correspondances de matériel de vote pour les chambres de métiers[4] ;
- certaines catégories de correspondances entre services administratifs de l'État ;
- la franchise accordée aux cécogrammes, pour les déficients visuels[5]
- la franchise accordée aux correspondances ordinaires jusque 20 grammes[6] adressées au président de la République[7]

Certaines franchises postales sont supprimées :
- Depuis le 1er janvier 2017, les courriers pour la Banque postale, quelle que soit la nature de l'envoi ou le service concerné[8].
- En 2013, les courriers en recommandé adressés au président de la République[9] ;
- Depuis le 30 janvier 1987, les courriers à destination des caisses de sécurité sociale[10]

### Andorre
Le courrier acheminé à l'intérieur du territoire d'Andorre bénéficiait de la franchise postale jusqu'au 31 décembre 2008 inclus. Depuis le tarif intérieur est instauré face au flux de courrier publicitaire et mensuel telles les facturations. Il dépend de l'opérateur postal choisi : tarif de France pour La Poste ou d'Espagne pour Correos.

### Groenland
Jusqu'en 1905, les habitants du Groenland ont bénéficié de la franchise postale à l'intérieur du territoire, et vers et depuis la métropole danoise.